# Helga y Flora
Helga y Flora es una serie dramática chilena de televisión creada y escrita por Omar Saavedra Santis, producida por Suricato para Canal 13 de Chile. Fue estrenada el 25 de abril de 2020. La serie estuvo ambientada en los campos de la Patagonia en la década de 1930 y recorre distintos arcos narrativos en el contexto social de la época, en que las mujeres recientemente tienen derechos laborales y políticos.
Fue protagonizada por Amalia Kassai, Catalina Saavedra, y Alejandro Sieveking. También participaron en ella Tiago Correa, Alessandra Guerzoni, Ernesto Meléndez, Daniela Lhorente, Hernán Contreras, Geraldine Neary, entre otros. 
La serie se estrenó durante el primer semestre de 2020, emitiéndose los sábados en la noche, después de la edición estelar del programa Lugares que hablan, y compitiendo con la retransmisión del programa El día menos pensado de TVN, obteniendo el primer lugar de sintonía en su día y horario de emisión.
La serie finalizó el 27 de junio de 2020, luego de diez capítulos, en su única temporada.

## Producción
La serie se adjudicó $485.426.640 de los fondos del Consejo Nacional de Televisión de Chile el 2016. Las grabaciones se iniciaron el 9 de marzo y se pausaron en mayo de 2018, por las condiciones climáticas de la Región de Magallanes. Después se retomaron en noviembre para culminar en su totalidad el 14 de diciembre de 2018.

## Argumento
La historia de Helga Gunkel (Amalia Kassai) y Flora Gutiérrez (Catalina Saavedra), las primeras mujeres de la policía fiscal de Chile. Ambas son enviadas a su primera misión: viajar hasta Kerren, una estancia de la Isla Grande de Tierra del Fuego, con el fin de investigar el robo de Sigfried, un caballo de sangre fina, propiedad de don Raymond Gamper (Alejandro Sieveking), un poderoso estanciero de origen alemán dueño de todo y de todos, y sobre quien el Gobierno de Chile tiene la sospecha que pueda estar ayudando a la Alemania Nazi. 
Sin embargo, dicho suceso abre la compuerta a todo un mundo de misterios, secretos e historias cruzadas en una tierra inhóspita. Este aparente simple caso oculta a un criminal que ha vuelto por venganza al poblado, dando inicio a una serie de otros crímenes que el pueblo prefiere ignorar pero para nuestras investigadoras se transforma en un misterioso puzzle de intrigas que deberán dilucidar a riesgo de perder sus propias vidas.

## Reparto

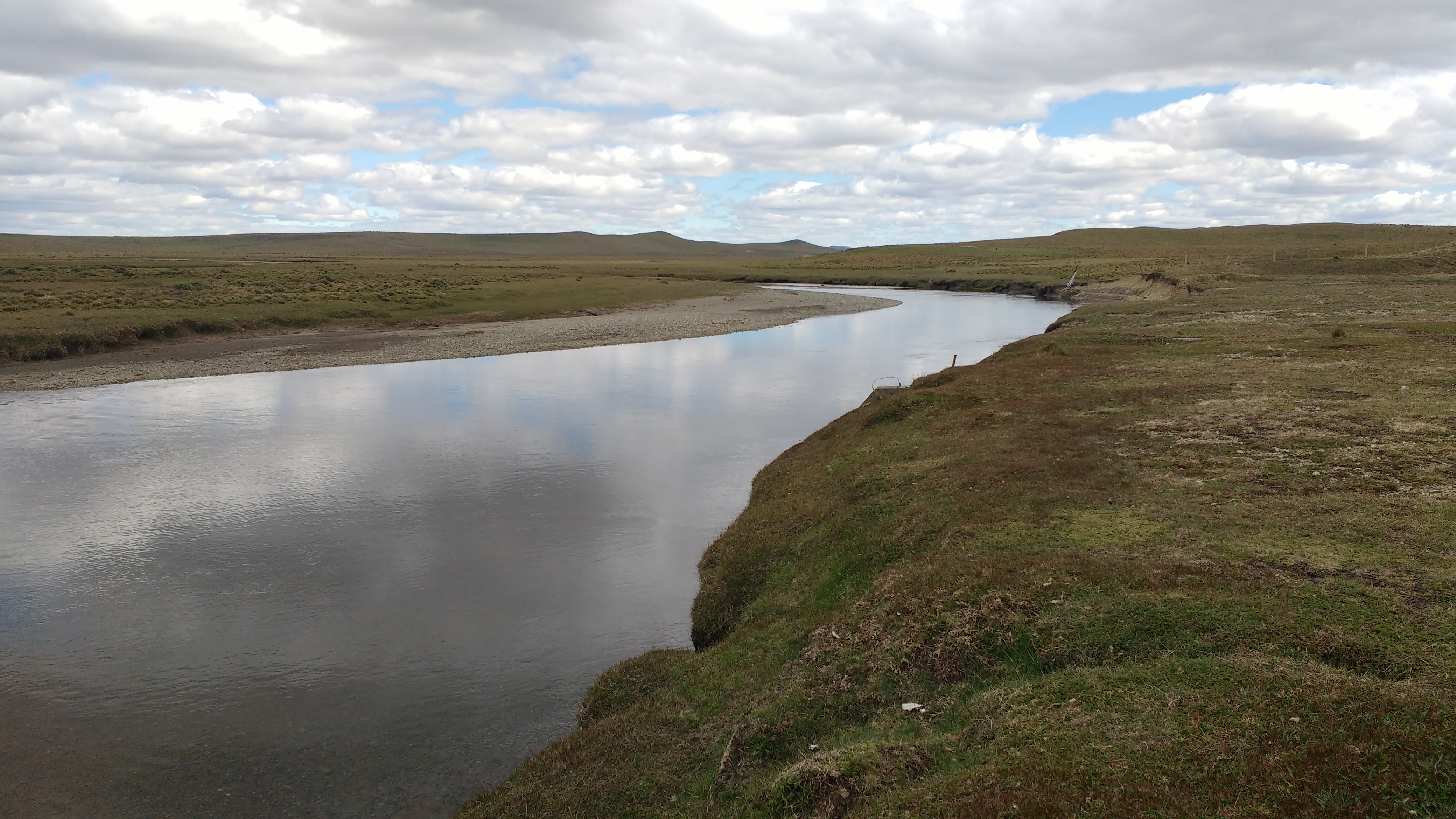
La isla de Tierra del Fuego fue utilizada en escenas de la serie dramática.

- Alejandro Sieveking (†) es Mr. Raymond Gamper, estanciero alemán fundador de Kerren.[9]
- Catalina Saavedra es Flora Gutiérrez, policía enviada a Kerren.[10]
- Amalia Kassai es Helga Gunkel, joven investigadora enviada a Kerren.[11]
- Hernán Contreras es David Acevedo, joven prisionero.[12]
- Tiago Correa es Zacarías Llancaqueo, sargento.[13]
- Ernesto Meléndez es Ezequiel Ligman, capataz de Kerren.
- Daniela Lhorente es Úrsula Millán, dama de llaves de Gamper.[14]
- Alessandra Guerzoni es Clara Nuble, dueña de Hotel Nuble.
- Geraldine Neary es Eduvigis Carimán.
- Giordano Rossi es Gabriel Gamper, hijo de Mr. Gamper.
- Aldo Parodi es Remigio
- Mario Ossandón es Alexander Nestroy, doctor de Mr. Gamper.
- Daniel Antivilo es Atilio, sacerdote de Kerren.
- Juan Carlos Maldonado es Attaché
- Isidora Loyola es Rosario
- Lisandro Cabascango es Ramón
- Patricio Riquelme es Patricio Piwonka, Ministro del Interior
- Ernesto Gutiérrez (†) es Inspector Aliaga